# Epidamaeus
Epidamaeus är ett släkte av spindeldjur som beskrevs av Bulanova-Zachvatkina 1957. Epidamaeus ingår i familjen Damaeidae.
Släktet innehåller bara arten Epidamaeus farinosus.